# Łomnica (dopływ Nysy Kłodzkiej)
Łomnica (niem. Lomnitz, Lomnitz Bach – potok, lewobrzeżny dopływ Nysy Kłodzkiej o długości 8,29 km. Płynie w Sudetach. Jego źródła znajdują się na północno-wschodniej krawędzi Górach Bystrzyckich powyżej wsi Nowa Łomnica, następnie płynie przez Starą Łomnicę (Wysoczyzna Łomnicy), a uchodzi w północnej części wsi Gorzanów. Na całej swojej długości płynie na otwartym terenie, zbierając prawie wyłącznie prawobrzeżne dopływy. Jego dopływami są: Hubka, Jastrząb i Kamieniec.